# Geopark Burren in Moherski klifi
Geopark Burren in Moherski klifi (angl. Burren and Cliffs of Moher Geopark) je posebej zanimivo geološko območje v grofiji Clare na Irskem. To je tretji geopark,  ustanovljen na Irskem, in je priznan na evropski in svetovni ravni. Je del svetovne mreže geoparkov (Global Geoparks Network) pod okriljem UNESCA  in del mreže evropskih geoparkov. 

## Zgodovina
Svet grofije Clare je dal sredi leta 2000 pobudo za ustanovitev geoparka ("Environmental Protection of the Burren through Visitor Management Initiative"), kar so financirali in podprli svet, Fáilte Ireland, Shannon Development, National Parks in Wildlife Service ter Burrenbeo Trust. Pobuda se je leta 2006 razvila v BurrenConnect s projektnim vodjo . Pri njem je sodelovala vsa skupnost.
Geopark je bil uradno ustanovljen leta 2011 pod vodstvom grofijskega sveta ter s posebno podporo in nekaterimi sredstvi Geološkega zavoda Irske in Failte Ireland.

## Status in nagrade
Geopark si je leta 2011 zagotovil članstvo v evropski mreži geoparkov in svetovni mreži geoparkov pod okriljem Unesca, kar se obnovi vsaka štiri leta, leta 2015 je bilo članstvo uspešno obnovljeno.
Geopark je leta 2016 dobil nagrado (National Geographic World Legacy) za upravljanje. 

## Organizacija
Geopark je upravlja svet grofije Clare, ki ga dodatno podpira Geološki zavod Irske z vrsto drugih partnerjev, ki podpirajo delo na splošno ali s posebnimi projekti, kot je program Geopark LIFE.
Za upravljanje in nadzor skrbita usmerjevalni in svetovalni odbor.
Strateške in vsakodnevne naloge vodita direktor Carol Gleeson, prej vodja projekta BurrenConnect, in vodilni geolog dr. Eamon N. Doyle, naslednik Drs. Sarah Gatley in kasneje Ronána Hennessyja. Druge naloge so povezave, podpora turizmu in obveščanje . Veliko dela opravijo partnerji. 

## Značilnosti
Burren odlikuje dramatično ledeniško preoblikovana kraška pokrajina ob obali Atlantskega oceana, ki jo sestavljajo različni apnenci, peščenjaki in meljevci, nastali v karbonu. Bližnji Moherski klifi so navpični peščenjaki in skrilavci, najvišji v Evropi, ki se ponekod dvigajo več kot 200 metrov visoko in so privlačna razgledišča.
Pomembne lokalne znamenitosti so jamski sistem Aillwee in jama Doolin z enim od največjih stalaktitov, zanimivi kraji so še Lisdoonvarna, Ballyvaughan, Kilfenora, Doolin, Lahinch in Ennistymon, Fanore in Kilshanny.
Med pomembnejšimi so Burrenski center za izobraževanje na prostem, Burrenski center in  Boghillski center. Burrenski center za izobraževanje na prostem je posebej dejaven partner geoparka. Večji ponudniki nastanitev so vključeni v mrežo lokalnih gostinskih ponudnikov, hotelov ter imajo vsaj en bližnji center.

## Lokacije
Sam geopark ima devet osrednjih lokacij z oznakami. Ta mesta so izbrana glede na dostopnost in geološko, arhitekturno in/ali naravno dediščino. Posebno so pozorni na nastajanje odpadkov, grafitov in škode .
Dejavnosti geoparka so razpršene, svet ima pisarno v grofiji Clare v Ennistymonu.

## Dogodki
Prirejajo redna predavanja in festival Burren Rocks, ki združuje aktivnosti na prostem in pustolovščine z geologijo in pokrajino. Geolog geoparka dr. E. Doyle je sodeloval s Caherconnellsko arheološko šolo pri poletni šoli geologije.

## Pobrateni parki
Geopark je od leta 2015 pobraten s kraškim geoparkom Kamniti gozd Šilin v provinci Junan na jugozahodu Kitajske.